# 中国农工民主党河南省委员会
中国农工民主党河南省委员会，简称农工党河南省委、河南农工党，是中国农工民主党在河南省的地方组织。